# 坎帕尼亚卢皮亚
坎帕尼亚卢皮亚（義大利語：Campagna Lupia），是意大利威尼托大区威尼斯省的一个市镇。总面积87平方公里，人口6983人，人口密度80.3人/平方公里（2009年）。国家统计（ISTAT）代码为027002。